# ИФК Мальмё
«ИФК Мальмё» — шведский футбольный клуб из одноимённого города.

## История
Клуб основан 23 апреля 1899 года.
Провёл 13 сезонов в Аллсвенскане (1924—1926, 1928—1932, 1952—1953, 1956—1962): сыграл 297 матчей, в которых одержал 90 побед, 63 ничьих и 144 поражения, разница мячей 428—619.
На чемпионате мира 1958 года сборная Аргентины надела домашнюю форму «ИФК Мальмё», потому что Германия не согласилась использовать свою альтернативную форму.
В 1960 году клуб представлял Швецию в Кубке европейских чемпионов как лидер после весеннего круга (чемпионат проходил по системе весна-лето). Клуб дошёл до четвертьфинала, где проиграл оба матча с одинаковым счётом 0:2 венскому «Рапиду». В итоге сезона «ИФК Мальмё» уступил клубу «Норрчёпинг» и завоевал серебряные медали, это лучший результат в истории клуба.
Клуб сотрудничает со Сконской футбольной ассоциацией. В настоящее время выступает в пятом по силе дивизионе.